# Georg Koller
Georg Koller (* 19. Juni 1842 in Götzendorf; † 1899) war ein deutscher römisch-katholischer Theologe.

## Leben
Er besuchte von 1858 bis 1867 das bischöfliche Seminar in Eichstätt. Ab 1867 wirkt er als Beichtvater im Kloster Gnadenthal in Ingolstadt. 1887 folgte seine Ernennung zum Stadtpfarrer in Beilngries. Im Anschluss an dieses Amt war er von 1893 bis 1899 Regens des Priesterseminars und Rektor des Lyzeums in Eichstätt. Von 1895 bis 1899 unterrichtete er als Professor am Lyzeum die Fächer Pädagogik (1895–1899), Katechetik (1897–1899) und Pastoraltheologie (1898–1899). Am 4. Juli 1899 notierte Matthias Lederer in einer Kollegschrift den Tod von Georg Koller im Alter von 57 Jahren.